# Marsilea muscosa
Marsilea muscosa là một loài dương xỉ trong họ Marsileaceae. Loài này được Leprieur, A.Br. mô tả khoa học đầu tiên năm 1839.
Danh pháp khoa học của loài này chưa được làm sáng tỏ. 